# Superliga de Suiza 2011-12
La temporada 2011-12 de la Superliga Suiza fue la edición número 115 de la máxima categoría del fútbol en Suiza. Se inició el 16 de julio de 2011 y finalizó el 23 de mayo de 2012. El Basel fue el campeón.

## Equipos
El St. Gallen descendió después de terminar en el último lugar la temporada 2010-11 y así completando dos años en la Superliga. St. Gallen fue reemplazado por el Lausanne-Sports, campeón de la Challenge League, que regresó a la liga mayor de fútbol de Suiza después de una ausencia de nueve años.
El Servette volvió a la Superliga después de seis años al ganarle la promoción 3-2 en el global al Bellinzona, que descendió después de tres años en la liga mayor del fútbol suizo.

### Clubes participantes
| Equipo          | Ciudad    | Entrenador           | Estadio                        | Aforo  |
| --------------- | --------- | -------------------- | ------------------------------ | ------ |
| Basel           | Basilea   | Heiko Vogel          | Joggeli                        | 38.512 |
| Grasshopper     | Zúrich    | Ciriaco Sforza       | Letzigrund                     | 23.605 |
| Lausanne-Sports | Lausana   | Martin Rueda         | Stade Olympique de la Pontaise | 15.850 |
| Luzern          | Lucerna   | Murat Yakın          | Swissporarena                  | 17.500 |
| Neuchâtel Xamax | Neuchâtel | Víctor Muñoz         | La Maladière                   | 12.000 |
| Servette        | Ginebra   | João Alves           | Stade de Genève                | 30.084 |
| Sion            | Sion      | Christian Constantin | Tourbillon                     | 16.500 |
| Thun            | Thun      | Bernard Challandes   | Stockhorn Arena                | 10.000 |
| Young Boys      | Berna     | Christian Gross      | Wankdorf                       | 31.783 |
| Zürich          | Zúrich    | Urs Fischer          | Letzigrund                     | 23.605 |

## Clasificación final
- Actualizada el 23 de mayo de 2012.[2]

|  | Pos. | Equipo              | PJ | PG | PE | PP | GF | GC | Dif. | Pts. |
|  | ---- | ------------------- | -- | -- | -- | -- | -- | -- | ---- | ---- |
|  | 1.   | Basel               | 34 | 22 | 8  | 4  | 78 | 32 | +46  | 74   |
|  | 2.   | Sion                | 34 | 14 | 12 | 8  | 46 | 32 | +14  | 54   |
|  | 3.   | Young Boys          | 34 | 13 | 12 | 9  | 52 | 38 | +14  | 51   |
|  | 4.   | Servette (A)        | 34 | 14 | 6  | 14 | 45 | 53 | -8   | 48   |
|  | 5.   | Thun                | 34 | 11 | 10 | 13 | 38 | 41 | -3   | 43   |
|  | 6.   | Zürich              | 34 | 11 | 8  | 15 | 43 | 44 | -1   | 41   |
|  | 7.   | Lausanne-Sports (A) | 34 | 8  | 6  | 20 | 29 | 61 | -32  | 30   |
|  | 8.   | Grasshopper         | 34 | 7  | 5  | 22 | 32 | 66 | -34  | 26   |
|  | 9.   | Luzern              | 34 | 15 | 8  | 11 | 40 | 35 | +5   | 17   |
|  | 10.  | Neuchâtel Xamax     | 18 | 7  | 5  | 6  | 22 | 22 | 0    | 26   |

- (A) Club ascendido la temporada anterior.

|  | Campeón y clasificado para la Liga de Campeones de la UEFA 2012-13 |
|  | Clasificado para la Liga Europea de la UEFA 2012-13                |
|  | Promoción                                                          |
|  | Descendido a la 2. Liga Interregional 2012-13                      |

## Promoción
| Equipo 1 | Agr. | Equipo 2 | Ida | Vuelta |
| -------- | ---- | -------- | --- | ------ |
| Aarau    | 1-3  | Luzern   | 0-3 | 1-0    |

Luzern gana con un resultado global de 3-1 y mantiene la categoría.

## Máximos goleadores
| # | Jugador           | Club                  | Goles |
| - | ----------------- | --------------------- | ----- |
| 1 | Alexander Frei    | Basel                 | 24    |
| 2 | Marco Streller    | Basel                 | 13    |
| 3 | Emmanuel Mayuka   | Young Boys            | 9     |
| 3 | Vilmos Vanczák    | Sion                  | 9     |
| 3 | Xherdan Shaqiri   | Basel                 | 9     |
| 3 | Matías Vitkieviez | Servette / Young Boys | 9     |

## Challenge League
La Challenge League es la segunda categoría del fútbol en Suiza. En la edición 2011-12, el club FC St. Gallen obtuvo el único ascenso a la Superliga. Los últimos cinco clasificados perdieron la categoría.
|  | Pos. | Equipo         | PJ | PG | PE | PP | GF | GC | Dif. | Pts. |
|  | ---- | -------------- | -- | -- | -- | -- | -- | -- | ---- | ---- |
|  | 1.   | St. Gallen     | 30 | 19 | 7  | 4  | 67 | 31 | +36  | 64   |
|  | 2.   | Aarau          | 30 | 18 | 5  | 7  | 64 | 34 | +30  | 59   |
|  | 3.   | Bellinzona     | 30 | 18 | 5  | 7  | 49 | 21 | +28  | 59   |
|  | 4.   | Winterthur     | 30 | 15 | 8  | 7  | 44 | 29 | +15  | 53   |
|  | 5.   | Lugano         | 30 | 14 | 7  | 9  | 44 | 38 | +6   | 49   |
|  | 6.   | Wil            | 30 | 12 | 10 | 8  | 59 | 41 | +18  | 46   |
|  | 7.   | Chiasso        | 30 | 11 | 12 | 7  | 34 | 23 | +11  | 45   |
|  | 8.   | Vaduz          | 30 | 13 | 6  | 11 | 54 | 45 | +9   | 45   |
|  | 9.   | Locarno        | 30 | 12 | 9  | 9  | 47 | 44 | +3   | 45   |
|  | 10.  | Biel-Bienne    | 30 | 12 | 7  | 11 | 55 | 54 | +1   | 43   |
|  | 11.  | Wohlen         | 30 | 9  | 9  | 12 | 39 | 44 | -5   | 36   |
|  | 12.  | Stade Nyonnais | 30 | 8  | 10 | 12 | 41 | 49 | -8   | 34   |
|  | 13.  | Étoile Carouge | 30 | 8  | 6  | 16 | 25 | 56 | -31  | 30   |
|  | 14.  | SR Delémont    | 30 | 4  | 8  | 18 | 24 | 60 | -36  | 20   |
|  | 15.  | Kriens         | 30 | 4  | 5  | 21 | 37 | 66 | -29  | 17   |
|  | 16.  | Brühl          | 30 | 4  | 4  | 22 | 30 | 78 | -48  | 16   |